# Cincari
Cincari (sami sebe nazivaju Armânji odnosno Makedonarmânji), jedna od najpoznatijih skupina Vlaha ili Aromuna nastanjena na području Srbije, Makedonije i Grčke. Potomci su romaniziranih tračkih skupina koja se do danas uspjela donekle sačuvati na istočnom Balkanu. Cincari su izvorno polunomadski ili nomadski stočari koji su posjedovali velika stada ovaca. Poznati su po proizvodnji sira, ili i kao trgovci, te nadalje kao veoma škrti ljudi. Njihovo ime Cincar postalo je sinonim za škrtarenje (cincarenje) i škrtog čovjeka (cincar). Cincari su vjerojatno dio iste populacije koju u Grčkoj nazivaju Kucovlasima ili Šepavim Vlasima. Kao posebna manjina, pod imenom Cincari priznati su u Srbiji, gdje se oštro protive korištenju naziva Aromuni, a zastupa ih Srpsko cincarsko društvo-Lunjina koje je objavilo 15 knjiga.

## Ime
Ime „Cincari” dolazi od naziva za brojku pet koja u njihovom izgovoru glasi „cinci” umjesto „činči”.

## Jezik
Limba armaneascâ ili cincarski nastao je iz latinskog i član je romanske skupine jezika. Najstariji pisani dokument na ovom jeziku datira iz 1731. a radi je o natpisu na jednoj ikoni.

## Povijest Cincara i osvrt na Vlahe
Cincari su jedna od skupina koja pripada Vlasima a na području Srbije postoje najmanje 3 ili 4 skupine Vlaha koje ne treba brkati s Cincarima. Cincari su porijeklom iz područja Grčke i Makedonije, a njihovo glavno gradsko središte bilo je planinski grad Moskopolje (Μοσχόπολις; vlaški Moscopole) osnovan početkom 14. stoljeća kao zimsko prebivalište čobana na 1.200 metara visine, a održao se sve do njegovog uništenja od strane Turaka 1788. i ponovno 1821. Cincari su se razbježali iz svoga grada za koji se kaže da je imao 12.000 kuća (Gustav Weigand; vidi). Iz cijelog ovog područja na granici Albanije, Makedonije i Grčke izbjeglo je oko 300.000 Cincara i nastanilo se po Grčkoj, Makedoniji i Srbiji. Cinacari su danas narod koji nestaje. Na području Grčke su helenizirani a polako nestaju i u drugim dijelovima Balkana. Nešto malo preostalo ih je danas u Srbiji gdje su veoma aktivni u očuvanju svoga identiteta.  
Prave Cincare ne treba brkati s ostalim vlaškim skupinama. U necincarske vlaške skupine u Srbiji pripadaju:
- Carani koji žive u području Zaječara, Negotina i Kladova koji govore muntenskim (oltenskim) narječjem;
- Munćani (Munteni; odnosno brđani) koji su naseljeni u slivovima Porečke i Crne Reke;
- Bufani ili Bufeni u Majdanpeku.
- Ungureani ili Ungurjani nastanjena je na području Homolja, Braničeva, Resave i kod Ćuprije. Ova posljednja skupina koja nosi mađarsko (ugarsko) ime upućivalo bi da su moguće došli iz Mađarske ali oni danas govore banatskim narječjem. Narječja ovih Vlaha su dako-rumunska, odnosno idiomi muntenski, krišanski, maramureški, moldavski i banatski.

## Poznati Cincari
Jedan od najpoznatijih suvremenih Cincara je poznati glumac Taško Načić, a po riječima predsjedništva društva Lunjina, Dimitrije Nikolajević, to je bio i tragično poginuli makedonski pjevač Todor Proja, poznatiji kao Toše Proeski. Otac Majke Terezije, Nikollë Bojaxhiu bio je cincarskog podrijetla. Josip Runjanin, skladatelj hrvatske himne je bio cincarskog porijekla. Srpski književnik Branislav Nušić, rođen kao Alkibijad Nuša je također bio cincarskog porijekla.

## Vanjske poveznice
- Macedon Armans Council
- Macedon Armans Association from France
- Consiliul A Tinirlor Armanj, webpage about Youth Aromanians and their projects
- Poznati Cincari i ljudi cincarskog porekla  Arhivirana inačica izvorne stranice od 6. rujna 2018. (Wayback Machine)
- Muscopoli, Moskopolje  Arhivirana inačica izvorne stranice od 14. lipnja 2008. (Wayback Machine)
- Vesti/ News/Nachrichten/Nautatsa  Arhivirana inačica izvorne stranice od 24. ožujka 2008. (Wayback Machine)
- Nikola Trifon, Cincari, narod koji nestaje, Beograd: Lunjina, 2010, 559 str